# 12 december
12 december är den 346:e dagen på året i den gregorianska kalendern (347:e under skottår). Det återstår 19 dagar av året.

## Återkommande bemärkelsedagar

### Nationaldagar
- Kenyas nationaldag

### Övrigt
- Luciadagsafton; detta är dagen som det traditionellt sett hålls Luciavaka i Sverige

## Namnsdagar

### I den svenska almanackan
- Nuvarande – Alexander och Alexis
- Föregående i bokstavsordning
  - Alex – Namnet infördes 1986 på 17 juli, men flyttades 1993 till dagens datum och utgick 2001.
  - Alexander – Namnet fanns före 1721 på 17 februari, men flyttades detta år till dagens datum och har funnits där sedan dess.
  - Alexis – Namnet infördes 1901 på 17 juli, men flyttades 2001 till dagens datum.
  - Ottilia – Namnet fanns på dagens datum före 1721, då det utgick. 1901 infördes det på 7 mars, men flyttades 1993 till 9 april och har funnits där sedan dess.
  - Pia – Namnet infördes på dagens datum 1986, men flyttades 1993 till 20 november och 2001 till 22 februari.
  - Pierre – Namnet infördes på dagens datum 1986, men flyttades 1993 till 18 november och utgick 2001.
- Föregående i kronologisk ordning
  - Före 1721 – Ottilia
  - 1721–1900 – Alexander
  - 1901–1985 – Alexander
  - 1986–1992 – Alexander, Pia och Pierre
  - 1993–2000 – Alexander och Alex
  - Från 2001 – Alexander och Alexis
- Källor
  - Brylla, Eva (red.). Namnlängdsboken. Gjøvik: Norstedts ordbok, 2000 ISBN 91-7227-204-X
  - af Klintberg, Bengt. Namnen i almanackan. Gjøvik: Norstedts ordbok, 2001 ISBN 91-7227-292-9

### Finlandssvenska almanackan
- Nuvarande från 2025[1] – Tove, Tova
- I föregående revideringar[a][2]
  - 1929–1988 – Ragnborg
  - 1989–2024 – Tove

## Händelser
- 627 – Slaget om Nineve.
- 1254 – Sedan Innocentius IV har avlidit en vecka tidigare väljs Rinaldo Conti till påve och tar namnet Alexander IV.
- 1787 – Pennsylvania ratificerar den amerikanska konstitutionen och blir därmed den 2:a delstaten som upptas i den amerikanska unionen.[3]
- 1870 – Joseph H. Rainey från South Carolina blir den första afroamerikanska kongressledamoten i USA.
- 1901 – Den första transatlantiska radiosändningen utförs av Guglielmo Marconi. Signalen skickas från Cornwall i Storbritannien och tas emot i Newfoundland, Kanada.
- 1915 – Jussi Björling gör sitt första framträdande någonsin. Detta sker i Trefaldighetskyrkan i Örebro.
- 1917 – Järnvägsolyckan i Mont Cenistunneln tar 427 människors liv när en trupptransport spårar ur vid Fréjustunneln.
- 1939 – Slaget vid Tolvajärvi utkämpas.
- 1956 – Japan beviljas inträde i Förenta nationerna.
- 1963 – Kenya uppnår självständighet från Storbritannien.
- 1992 – Vid EG:s toppmöte införs undantagsregler för Danmark i Maastrichtavtalet.
- 2003 – Paul Martin tillträdder som Kanadas premiärminister.

## Födda
- 1574 – Anna av Danmark, drottning av Skottland 1589–1619 och av England 1603–1619 (gift med Jakob VI/I).
- 1752 – Nils von Rosenstein, ämbetsman, landshövding, ledamot av Svenska Akademien, dess förste ständige sekreterare.
- 1792 – Alexandros Ypsilantis den yngre, grekisk frihetskämpe.
- 1795 – Anton Frederik Tscherning, dansk politiker och militär.
- 1820 – James L. Pugh, amerikansk demokratisk politiker, senator (Alabama) 1880–1897.
- 1821 – Gustave Flaubert, fransk författare.
- 1822 – Frederick A. Sawyer, amerikansk republikansk politiker, senator (South Carolina) 1868–1873.
- 1837 – Rufus E. Lester, amerikansk demokratisk politiker, kongressledamot 1889–1906.
- 1843 – William P. Dillingham, amerikansk republikansk politiker, senator (Vermont) 1900–1923.
- 1845 – Fanny Churberg, finländsk konstnär.
- 1853
  - Henrik Menander, sångdiktare.
  - Johan Petter Johansson, svensk uppfinnare.
- 1854 – Georges Vacher de Lapouge, fransk antropolog.
- 1860 – Richard Yates, amerikansk republikansk politiker, guvernör i Illinois 1901–1905.
- 1863 – Edvard Munch, norsk målare.
- 1866
  - Djurgårds-Kalle, svensk positivhalare.
  - Alfred Werner, schweizisk kemist, mottagare av Nobelpriset i kemi 1913.
- 1875 – Gerd von Rundstedt, tysk generalfältmarskalk.
- 1881 – Harry Warner, amerikansk filmbolagsdirektör, grundare av Warner Bros.
- 1886 – Owen Moore, amerikansk skådespelare.
- 1890 – Kazimierz Ajdukiewicz, polsk filosof.
- 1892
  - Liesl Karlstadt, tysk skådespelare.
  - Ivar Nilzon, svensk lantbrukare och centerpartistisk riksdagspolitiker.
  - Herman Noordung, slovensk raketingenjör.
  - Knut Petersson, svensk journalist och folkpartistisk politiker.
- 1893 – Edward G. Robinson, amerikansk skådespelare.
- 1905 – Manès Sperber, österrikisk författare.
- 1915 – Frank Sinatra, amerikansk sångare och skådespelare.
- 1918 – May Sandart, svensk dansare och skådespelare.
- 1925 – Ahmad Shamlu, iransk poet och författare.
- 1927 – Robert Noyce, uppfinnare.
- 1928
  - Helen Frankenthaler, amerikansk målare.
  - Ernst-Hugo Järegård, svensk skådespelare.
- 1929
  - John Osborne, brittisk dramatiker.
  - Alexander Trowbridge, amerikansk affärsman och politiker.
- 1932 – Viktor Suchodrev, sovjetisk tolk.
- 1934
  - Miguel de la Madrid, mexikansk politiker, Mexikos president 1982–1988.
  - Annette Strøyberg, dansk skådespelare.
- 1938 – Connie Francis, amerikansk sångare.
- 1940 – Dionne Warwick, amerikansk sångare.
- 1943 – Dickey Betts, amerikansk musiker (The Allman Brothers).
- 1946 – Emerson Fittipaldi, brasiliansk racerförare.
- 1948
  - David Karnes, amerikansk republikansk politiker, senator (Nebraska) 1987–1988.
  - Colin Todd, engelsk fotbollsspelare och tränare.
- 1951 – Joe Sestak, amerikansk amiral och politiker.
- 1952 – Peter Haber, svensk skådespelare.
- 1955 – Paulo Tocha, sydafrikansk kampsportare och skådespelare.
- 1956 – Ana Alicia, amerikansk skådespelare.
- 1960
  - Volker Beck, tysk politiker.
  - Peter Untersteiner, svensk travtränare och kusk.
- 1963 – Julduz Usmonova, uzbekistansk sångare.
- 1970 – Jennifer Connelly, amerikansk skådespelare och fotomodell.
- 1972 – Wilson Kipketer, dansk-kenyansk friidrottare.
- 1984 – Daniel Agger, dansk fotbollsspelare.
- 1987 – Adam Larsen Kwarasey, ghanansk fotbollsmålvakt.
- 1990 – Victor Moses, nigeriansk fotbollsspelare.
- 1992 – Emilie Skolmen, norsk skådespelare, programledare och musiker.
- 1996 – Agnes Darelid, svensk jazztrombonist.

## Avlidna
- 884 – Karloman II, kung av Västfrankiska riket sedan 879 (död denna dag eller 6 december).
- 1586 – Stefan Batory, kung av Polen, storfurste av Litauen 1575–1586.
- 1656 – Gabriel Bengtsson Oxenstierna, svensk ämbetsman, riksskattmästare 1634–1645 och riksamiral sedan 1652.
- 1708 – Hedvig Sofia, svensk prinsessa
- 1751 – Henry Saint John, 1:e viscount Bolingbroke, brittisk statsman.
- 1849 – Anders Lindeberg, svensk teaterman, tidningsutgivare.
- 1889 – Robert Browning, brittisk poet.
- 1894 – Sir John Thompson, fjärde premiärministern i Kanada.
- 1895 – Allen G. Thurman, amerikansk demokratisk politiker och jurist, senator (Ohio) 1869–1881.
- 1913 – Fredrik Thesleff, finländsk arkitekt.
- 1923 – Raymond Radiguet, fransk författare.
- 1927 – William Hodges Mann, amerikansk demokratisk politiker, guvernör i Virginia 1910–1914.
- 1930 – Lee Slater Overman, amerikansk politiker, senator (North Carolina) 1903–1930.
- 1939 – Douglas Fairbanks, Sr., amerikansk skådespelare.
- 1944 – Hasse Carlsson, svensk musiker, medlem i Flamingokvintetten.
- 1951 – Mildred Bailey, amerikansk sångare.
- 1960 – Christopher Hornsrud, norsk politiker, Norges första socialdemokratiske statsminister 1928.
- 1963 – Theodor Heuss, Förbundsrepubliken Tysklands (Västtysklands) förste president.
- 1964 – Otto Ciliax, tysk sjömilitär, amiral 1943.
- 1965 – Halvdan Koht, norsk politiker.
- 1967 – Harry Berg, svensk ombudsman och socialdemokratisk politiker.
- 1968 – Tallulah Bankhead, amerikansk skådespelare.
- 1976 – Gaston Dupray, belgisk skådespelare.
- 1985 – Anne Baxter, amerikansk skådespelare.
- 1986 – Per-Erik Rundquist, svensk författare och manusförfattare.
- 1989 – Gunnar "Siljabloo" Nilson, svensk jazzklarinettist.
- 1991 – Eleanor Boardman, amerikansk skådespelare.
- 1993 – József Antall, ungersk politiker, premiärminister 1990–1993.
- 1999
  - Joseph Heller, amerikansk författare.
  - Claes Thelander, svensk skådespelare.
- 2000 – George Montgomery, amerikansk skådespelare.
- 2001 – Jean Richard, författare.
- 2004 – Herbert Dreilich, tysk rockmusiker (sångare och gitarrist i Karat).
- 2005 – Annette Strøyberg, dansk skådespelare.
- 2006 – Peter Boyle, amerikansk skådespelare.
- 2007
  - Bengt Andersson, 85, svensk skådespelare och tv-underhållare.
  - Ike Turner, 76, amerikansk musiker.
- 2008
  - Avery Dulles, 90, amerikansk kardinal.
  - Van Johnson, 92, amerikansk skådespelare.
  - Tassos Papadopoulos, 74, cypriotisk politiker och president.
- 2009 – Val Avery, 85, amerikansk skådespelare, 7 vågade livet, Donnie Brasco.
- 2022 – Angelo Badalamenti, 85, amerikansk kompositör
- 2020 – Jack Steinberger, tysk-amerikansk fysiker, mottagare av Nobelpriset i fysik 1988.

### Fotnoter
1. ↑  ”Universitetets namnsdagsalmanacka - Universitetets almanacksbyrå”. almanakka.helsinki.fi. Helsingfors universitet. https://almanakka.helsinki.fi/sv/kalender-2025/. Läst 22 februari 2025.
2. ↑  ”Namnsdagsrevideringar - Universitetets almanacksbyrå”. almanakka.helsinki.fi. Helsingfors universitet. https://almanakka.helsinki.fi/sv/namnsdagar/namnsdagsrevideringar.html. Läst 3 oktober 2020.
3. ↑  ”Pennsylvania” (på engelska). World Statesmen. http://www.worldstatesmen.org/US_states_O-R.html#Pennsylvania. Läst 9 november 2012.